# Sedlnice
Sedlnice är en ort i Tjeckien. Den ligger i den östra delen av landet, 270 km öster om huvudstaden Prag. Sedlnice ligger 249 meter över havet och antalet invånare är 1 327.
Terrängen runt Sedlnice är huvudsakligen platt, men söderut är den kuperad. Runt Sedlnice är det tätbefolkat, med 308 invånare per kvadratkilometer. Närmaste större samhälle är Frýdek-Místek, 19,1 km öster om Sedlnice. Trakten runt Sedlnice består till största delen av jordbruksmark.